# Tetra Pak
A Tetra Pak é uma multinacional sueca especializada em embalagens e processamento de alimentos, com sede na Suíça. A empresa oferece soluções de embalagens, máquinas de enchimento e processamento para laticínios, bebidas, queijos, sorvetes e alimentos preparados, além de ferramentas de distribuição, como acumuladores, aplicadores de tampas, transportadores, embaladores de caixas, embaladores com filme plástico, controladores de linha e aplicadores de canudos.
A Tetra Pak foi fundada por Ruben Rausing e desenvolvida com base na inovação de Erik Wallenberg: uma embalagem de papel revestida de plástico em forma de tetraedro, que deu origem ao nome da empresa. Nas décadas de 1960 e 1970, o desenvolvimento da embalagem Tetra Brik e da tecnologia de envase asséptico possibilitou o armazenamento e a distribuição sem a necessidade de uma cadeia de refrigeração, facilitando significativamente esses processos. De uma empresa familiar com apenas seis funcionários em 1954, sob a liderança dos filhos de Rausing, Hans e Gad, a Tetra Pak tornou-se uma corporação multinacional entre os anos 1950 e meados da década de 1990, operando em mais de 160 países e contando com mais de 25 mil funcionários em 2021.
A empresa é de propriedade privada da família de Gad Rausing, por meio da holding suíça Tetra Laval, que também controla o fabricante de equipamentos para agricultura leiteira DeLaval e o produtor de garrafas PET Sidel.

## História

### O Fundador

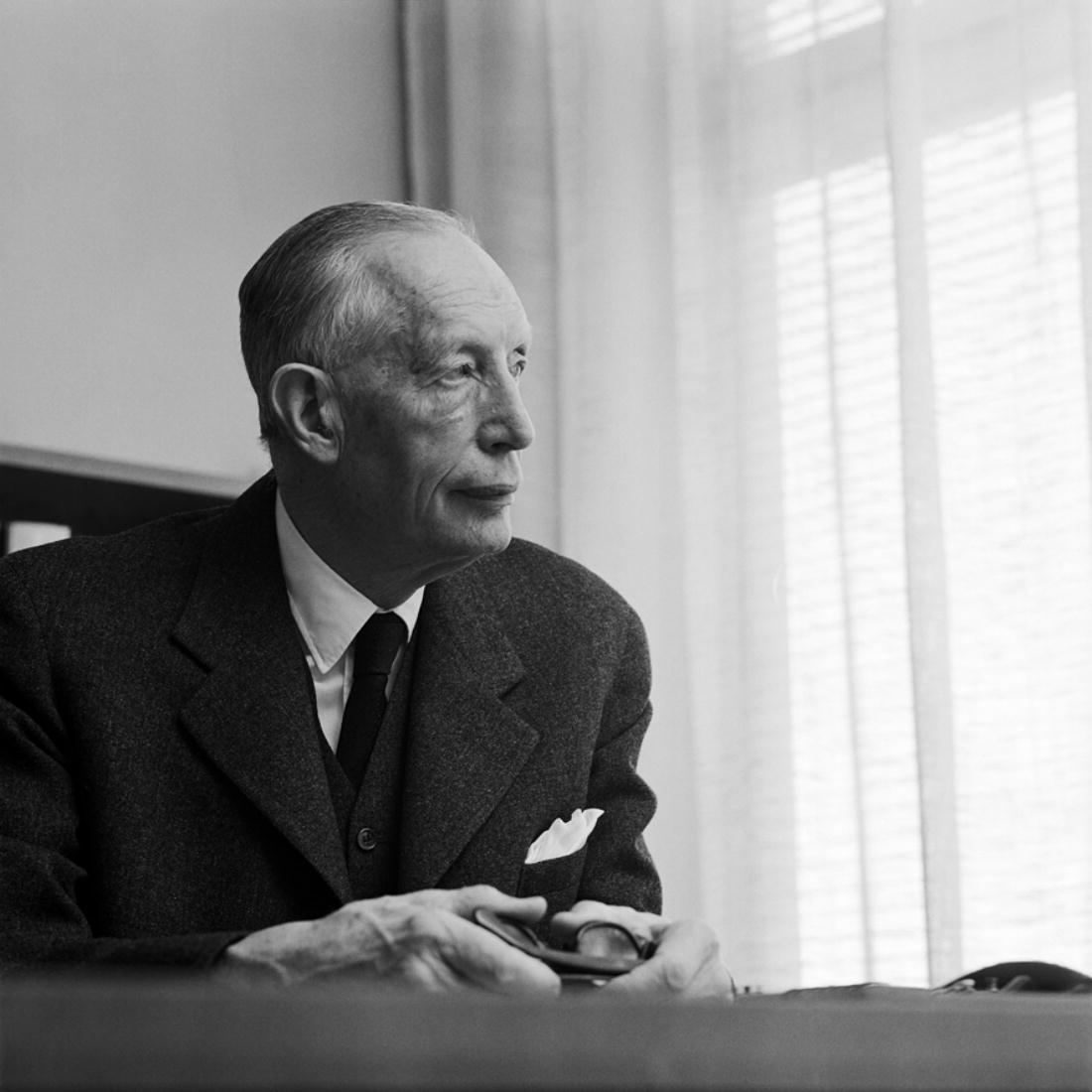
Ruben Rausing, o fundador da Tetra Pak.

A história da Tetra Pak tem início em 1951, como uma subsidiária da indústria Åkerlund & Rausing, uma companhia de embalagem de papelão estabelecida em Malmö, em 1929. Seu idealizador, o sueco Ruben Rausing, que havia cursado a Universidade Columbia no início dos anos de 1920, conheceu, na ocasião, os supermercados estadunidenses de self-service que não eram comuns na Europa e viu aí um segmento potencial ao mercado futuro da Europa com comidas pré-embaladas. Ruben acreditou que a novidade americana iria, em breve, se espalhar pela Europa. As empresas, então, precisariam de embalagens práticas para acondicionar e preservar os alimentos, até então vendidos a granel. Nasceu assim a primeira embalagem da Tetra Pak.

### A Empresa

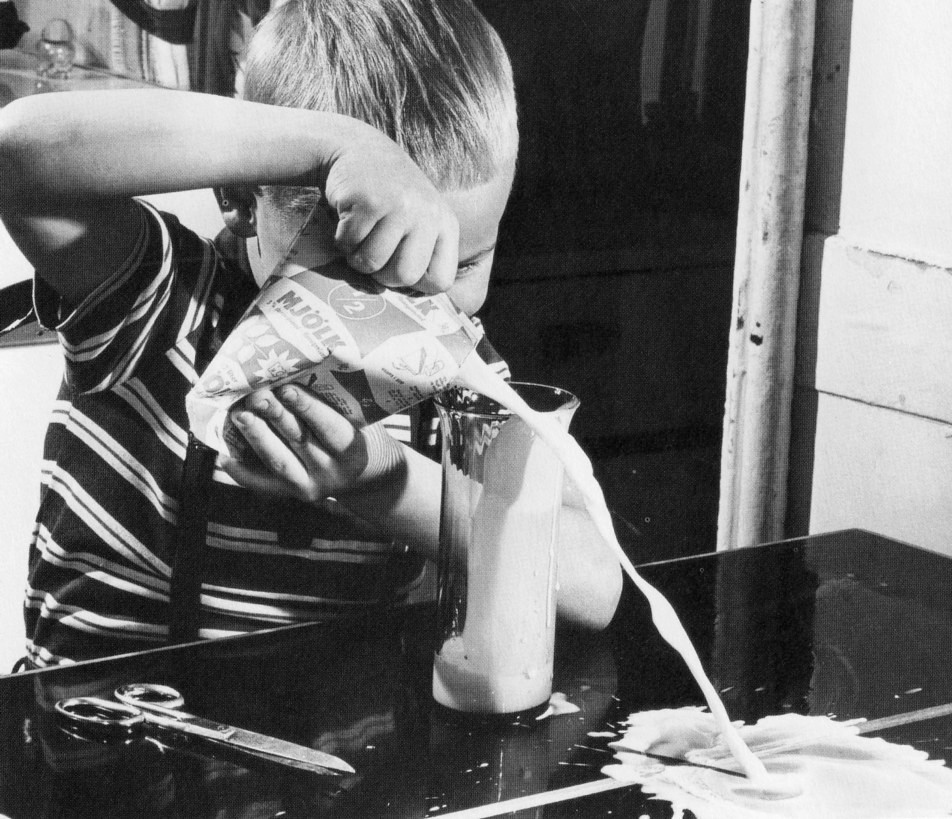
A dificuldade com líquidos em embalagens foi conteúdo publicitário (Tetra Pak 1965).

Em 1951, já de volta à Suécia, Dr. Ruben Rausing idealizou a embalagem, em formato de tetraedro (quatro faces, triangular, com base horizontal). O primeiro produto da Tetra Pak foi revolucionário, em cartão de papel, usado para guardar e transportar leite. Esta embalagem foi chamada de Tetra Classic. Rausing começou a idealizar o desenho (este projeto) em 1943. Em 1950 havia criado técnicas de fabricação de cartões herméticos, usando um sistema de cartolina forrada em plástico. Em 1952, a empresa já comercializava sua primeira máquina de embalagens cartonadas. O creme de leite foi o primeiro produto a ser embalado pela Tetra Pak. Três anos depois as embalagens da Tetra Pak começaram a acondicionar leite pasteurizado. A embalagem tipo longa vida, no entanto, seria criada apenas em 1961. Foi neste ano que Dr. Ruben Rausing uniu os conceitos de ultrapasteurização e embalagem asséptica, criando a embalagem Tetra Brik, que protegeria o leite sem necessidade de conservantes e refrigeração.
O filho de Rausing, Hans Rausing, orientou a empresa desde 1954 até 1985, levando a companhia a ser uma das maiores empresas suecas. Antes da sua morte em 1983, Ruben Rausing foi uma das pessoas mais ricas na Suécia.
Tetra Pak, foi fundada no conceito de que uma embalagem deve gerar mais economia do que ela custa.

### Atualmente
Hoje, a Tetra Pak está presente em mais de 165 países - é uma organização global que produz sistemas integrados para processamento, embalagem, distribuição e embalagens cartonadas para alimentos como leite e derivados, sucos, chás, derivados de tomate, cremes, molhos e etc.

## Negócios
A Tetra Pak é a maior fornecedora do mundo em embalagens cartonadas (Tetra Brik) para o leite, sopas, sucos e outros produtos líquidos (alimentares). A empresa também fabrica equipamentos usados no envase de alimentos e o seu processamento. Oferece uma vasta gama de alternativas de embalagens, desde embalagens cartonadas às garrafas de plástico de PET e EBM. Para além de fornecer cartão e materiais de plástico, a Tetra Pak também desenvolve e fabrica equipamentos-chave, tais como homogeneizadores, unidades de mistura e padronização, alternadores de temperatura a quente e componentes de sistemas e maquinaria. Seu foco são cinco categorias de alimentos: leite, queijos, bebidas, refeições prontas e gelados (sorvete). Para a maioria das pessoas, Tetra Pak é sinônimo de embalagens para leite, suco e bebidas.
Segundo a própria empresa, a Tetra Pak é a "única multinacional capaz de integrar os processos de embalagem e distribuição para além de estabelecer soluções para alimentos líquidos".
A Tetra Pak produz material para embalagem de produtos em 40 fábricas, 82 escritórios regionais e tem 23.500(2015) empregados ao redor do mundo. Todos os dias mais de 200 milhões de embalagens Tetra Pak são distribuídas em mais de 165 mercados.
Em dezembro de 2004, quando rebentou o escândalo Parmalat, houve relatos de que a família Tanzi teria beneficiado diretamente de certas atividades duvidosas [carece de fontes?]. Segundo os investigadores do caso, houve relatos por parte do antigo responsável do grupo financeiro da empresa de que a família Tanzi teria recebido milhões de euros da Tetra Pak como forma de recompensar os Tanzi por terem possibilitado algo que acabou por beneficiar a Tetra Pak. A multinacional fabricante de embalagens negou qualquer envolvimento em atividades ilegais alegando que a Parmalat enquanto sua grande cliente, beneficiava de descontos em embalagens para os seus produtos, prática que segundo a Tetra Pak, é exercida também com outras grandes empresas suas clientes.

## Tecnologia
Logo após sua formação, a Tetra Pak viu maneiras de expandir em mercados e tecnologias além de derivados frescos de leite. Durante a década de 1950, a Tetra Pak juntou esforços em pesquisa e desenvolvimento com a Ursina, uma empresa suíça que havia desenvolvido uma nova técnica de esterilização de leite. Por injeção de vapor, a Ursina conseguia produzir leite esterilizado com praticamente o mesmo gosto e valor nutricional que o leite fresco.
O desafio para a Ursina foi encontrar um meio econômico de embalar o leite. Em setembro de 1961, a primeira máquina de embalagem de leite antibacteriana foi apresentada em uma conferência de imprensa em Thun, Suíça. A tecnologia servia para estocagem em temperatura ambiente, proteção das qualidades nutricionais do conteúdo e fim da necessidade de conservantes. Isso refletia-se no principal dogma da empresa no mundo, "Proteger o que é bom", que esteve presente em uma das mais recentes campanhas de marketing da empresa sobre os benefícios das embalagens de cartolina para o consumidor.
A transferência de produtos pasteurizados a temperaturas ultra altas (UHT, o processo desenvolvido pela Ursina) para as embalagens pré-esterilizadas é feita num ambiente estéril.
Em julho de 2004 lançou a gama "Tetra Recart" nos Estados Unidos usando tecnologia de esterilização intra-embalagem. A empresa foi assim capaz de criar uma alternativa válida para embalagem de uma grande variedade de produtos (fruta, vegetais, etc) que até então eram embalados usando latas de alumínio ou recipientes de vidro.
A Janeiro do ano seguinte, a Tetra Pak anunciou a única embalagem antibacteriana capaz de dar resposta ao crescente mercado de molhos pré-preparados tanto para o consumidor como para empresas da área da restauração. A embalagem que contém o molho é colocada directamente dentro do micro-ondas após ter sido aberta, levando apenas um minuto ou dois (dependendo do molho e da potência do micro-ondas).

## Aquisições e expansões
A empresa expandiu suas atividades na década de 90, adquirindo a Alfa Laval, um dos maiores fornecedores mundiais de equipamentos e plantas para a indústria alimentícia. A Tetra Pak passou a oferecer a seus clientes sistemas completos integrando as linhas de processamento, embalagem e distribuição de produtos.
A Alfa Laval foi parte do grupo Tetra Pak entre os anos de 1991 e 2000. Em 1991, a Alfa Laval Agri, uma empresa que fabrica equipamentos para a recolha de leite e para a agricultura, foi dividida da Alfa Laval. Quando a Alfa Laval foi vendida, a Alfa Laval Agri permaneceu parte do grupo da Tetra Pak, sendo rebatizada com o nome de DeLaval, em homenagem ao fundador da empresa, Gustaf de Laval.

## Tetra Pak no mundo das artes
452×157 cm global durability: Um projecto de Patrick Hoenninger e do grupo austríaco de arte monochrom para recolher pacotes de leite de vários países. O formato padronizado da Tetra Pak oferece um marco à escala mundial para uma variação criativa, o qual se tornou visível na apresentação de embalagens de 9,5 por 16,5 cm de frente. De acordo à descrição do projecto, a relação da arte pop não existe apenas numa estética, mas também numa dimensão social, reminiscente a Walter Benjamin - "O trabalho de arte na idade da reprodução mecânica."

## Proprietários
- Tetra Laval SA: 100%